# Вербовский, Виктор Валериевич
Виктор Валериевич Вербовский  — казахстанский математик, доктор физико-математических наук (2010), профессор Казахского национального исследовательского технического университета имени К. И. Сатпаева, главный научный сотрудник института математики и математического моделирования . Число Эрдёша — 3.

## Биография
Виктор Вербовский родился 1 сентября 1973 года в г. Горловка Донецкой области УССР. С 1975 года живет в г. Алматы. С 1980 по 1990 годы учился в школе №90, в 11 классе занял 1 место в республиканской олимпиаде по информатике. С 1990 по 1995 учился в Казахском государственном университете имени аль-Фараби на математическом факультете. 

## Семья
Отец Вербовский Валерий Викторович, философ, работал доцентом Донецкого государственного университета. Мать Барманкулова Баян Карибаевна, искусствовед, автор множества статей о современном изобразительном искусстве Казахстана.
Дед Вербовский Виктор Владимирович — народный герой Югославии, прадед Радаков Виктор Николаевич — земский деятель, депутат Государственной думы I созыва от Екатеринославской губернии.

## Трудовая деятельность
1995–1996 Институт проблем информатики и управления МОН, инженер
1997–1998 Институт проблем информатики и управления Министерства образования и науки Республики Казахстан, младший научный сотрудник
1999–2003 Институт проблем информатики и управления МОН, научный сотрудник
2003–2005 Институт проблем информатики и управления МОН, старший научный сотрудник
2005–2011 Университет имени Сулеймана Демиреля, доцент
2011–2016 Университет имени Сулеймана Демиреля, заведующий кафедрой
2017–2018 Университет имени Сулеймана Демиреля,	профессор
2018–2019 Казахстанско-Британский технический университет,	профессор
2019–2023 Казахский национальный исследовательский технический университет имени К. И. Сатпаева, профессор
2023–по настоящее время: Институт математики и математического моделирования КН МНВО РК, заместитель директора.

## Степени
- Диплом по специальности «Математик. Преподаватель» 1990–1995 Казахский государственный университет имени аль-Фараби, математический факультет.

- Кандидат физико-математических наук, 2002, место защиты: Новосибирский государственный университет, шифр специальности-01.01.06 «Математическая логика, алгебра и теория чисел»

Тема диссертации: Свойства функций, определимых в структурах с условиями минимальности семейств формульных подмножеств  , 
Научный руководитель: профессор Бектур Сембиевич Байжанов.
- Доктор физико-математических наук, 2010, Институт математики и математического моделирования

Тема диссертации: Методы теории стабильности в исследовании упорядоченных структур
Научный консультант: профессор Бектур Сембиевич Байжанов.

## Награды и звания
Вербовский В.В. являлся:
- обладателем государственной научной стипендии для молодых талантливых учёных в 2003–2004 и 2009-2010 годы;

- лауреатом премии имени Д. А. Кунаева для молодых учёных в области естественных наук в 2005 году;

- обладателем индивидуального гранта INTAS для молодых учёных YSF 04-83-3042 в 2005–2007 годы;

- лауреатом премии Фонда Первого Президента — Лидера Нации в 2012 г.

- обладателем Нагрудного знака «За заслуги в развитии науки Республики Казахстан», 2016 г.

Вербовский В.В. входил в коллектив сотрудников лаборатории теории моделей и спецификаций информационных систем,  выигравшего дважды американский грант CDRF  (No. KM2-2246 «Problems in Logic: Theory of Models and Relation Databases», декабрь 2000 г. – май 2002 г. и No. KZM1-2620-AL-04 «Problems in Logic: Expansions of Stable and Ordered Structures», декабрь 2004 г. – ноябрь 2006 г.) для проведения совместных исследований с Департаментом Математики, Информатики и Статистики Университета Иллинойс при Чикаго в области теории моделей и реляционных баз данных, а также грант ЮНЕСКО на проведение международной летней школы «Теория моделей и ее приложения в информатике» (2006 г.).
Вербовский являлся членом Совета молодых ученых при Фонде Первого Президента Республики Казахстан с 2007 до 2015 года.

## Научная деятельность
- Доказал существование неравномерно слабо o-минимальной упорядоченной группы;
- Развил методы исследования упорядоченно стабильных упорядоченных групп, в частности, доказал коммутативность упорядоченно стабильной упорядоченной группы;
- Ввел класс относительно стабильных теорий и в терминах относительной стабильности дал критерий зависимости теории.

### Основные результаты
- Verbovskiy, V. V. (2019), On definability of types and relative stability, Mathematical Logic Quarterly, 65 (3): 332–346, doi:10.1002/malq.201600084
- Verbovskiy, V. V. (2018), On ordered groups of Morley o-rank, Siberian Electronic Mathematical Reports, 15: 314–320, doi:10.17377/semi.2018.15.028
- Verbovskiy, V. V. (2018), ON COMMUTATIVITY OF CIRCULARLY ORDERED C-O-STABLE GROUPS, EURASIAN MATHEMATICAL JOURNAL, 4 (9): 91–98, doi:10.32523/2077-9879-2018-9-4-91-98
- B. S. Kulpeshov, V. V. Verbovskiy (2015), On weakly circularly minimal groups, Mathematical Logic Quarterly, 61 (1–2): 82–90, doi:10.1002/malq.201300076
- Verbovskiy, V. V. (2013), On a classification of theories without the independence property, Mathematical Logic Quarterly, 51 (1–2): 119–124, doi:10.1002/malq.201020060
- B. S. Baizhanov, S. V. Sudoplatov, V. V. Verbovskiy (2012), Conditions for non-symmetric relations of semi-isolation, Siberian Electronic Mathematical Reports, 9: 161–184{{citation}}:  Википедия:Обслуживание CS1 (множественные имена: authors list) (ссылка)
- Б. С. Байжанов, В. В. Вербовский, “Упорядоченно стабильные теории”, Алгебра и логика, 50:3 (2011), 303–325
- B. S. Baizhanov, V. V. Verbovskii, “o-stable theories”, Algebra and Logic, 50:3 (2011), 211–225
- В. В. Вербовский, “Упорядоченно стабильные группы”, Матем. тр., 13:2 (2010), 84–127
- V. V. Verbovskiiǐ, “O-stable ordered groups”, Siberian Adv. Math., 22:1 (2012), 50–74
- Bektur Baizhanov, John Baldwin, Viktor Verbovskiy, “Cayley's theorem for ordered groups: o-minimality”, Сиб. электрон. матем. изв., 4 (2007), 278–281
- O. V. Belegradek, V. V. Verbovskiy, F. O .Wagner, “Coset-minimal groups”, Annals of Pure and Applied Logic, 121:2-3 (2003), 113–143
- V. Verbovskiy, I. Yoneda, “CM-triviality and relational structures”, Annals of Pure and Applied Logic, 122:1-3 (2003), 175–194